# Kasteel van Wégimont

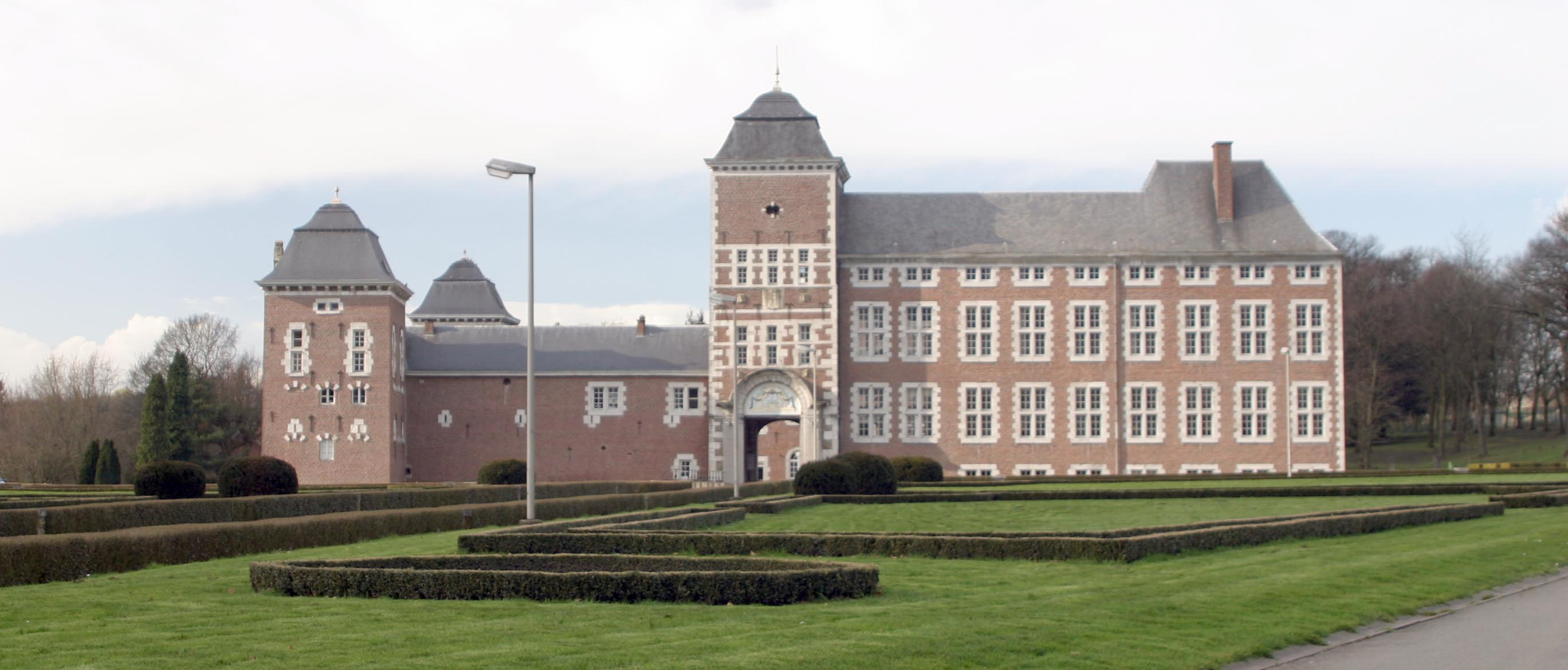
Het kasteel van Wégimont

Het kasteel van Wégimont is een kasteel in de tot de Belgische gemeente Soumagne behorende plaats Ayeneux, gelegen aan de Chaussée de Wégimont 139.

## Gebouw
Reeds in de 15e eeuw was hier een kasteel aanwezig, dat echter in 1636 verwoest werd door de Grignoux. In de 17e en 18e eeuw werd het kasteel herbouwd en vergroot in Maaslandse renaissancestijl. Het kasteel behoorde tot de familie d'Aspremont Lynden en daarna van de familie D'Oultremont, waarvan ook leden in een familiegraf bij het kasteel werden bijgezet. In 1920 kwam het aan de provincie Luik. In 1964 woedde er een brand, waardoor een deel van het kasteel werd verwoest.
Het te midden van een park met vijvers liggende kasteel is omgracht. Via een stenen brug, die de voormalige ophaalbrug vervangt, bereikt men het poortgebouw van 1614. De toegangspoort is 18e-eeuws en heeft een timpaan die versierd is met stucwerk. Ook zijn er twee vrouwenhoofden en twee leeuwenkoppen op de gevel van het poortgebouw aangebracht, evenals een gevelsteen met het wapenschild van Charles-Ernest de Lynden et de Froidcourt. Het gebouw fungeert ook als duiventoren. Rechts van het poortgebouw is het woongedeelte, dat uit vier verdiepingen bestaat. Dit is na de brand herbouwd. Links van het poortgebouw is een zijvleugel en zijn er twee torens op vierkant grondplan.

## Kapel
De slotkapel is van 1671 en werd door de Karmelieten gebruikt. Deze in de 19e eeuw enige tijd als parochiekerk voor Ayeneux gebruikt, tot in 1876 een parochiekerk werd ingewijd. In latere tijd werd het schip gesloopt en bleef enkel het koor, met de grafkapel van de familie D'Oultremont, gespaard.

## Geschiedenis
Het kasteel is berucht vanwege zijn geschiedenis als Lebensborn-kraamkliniek en tehuis ("Heim Ardennen"), waar de nazi's tijdens de Tweede Wereldoorlog buitenechtelijke kinderen, verwekt door Duitse soldaten, lieten opvangen in de aanwezigheid van hun niet-Duitse moeders. Ook de vrouwen van SS-officieren konden hier in alle rust bevallen. De eerste kinderen werden er geboren in april 1943, en korte tijd later werd een eerdere voorziening in Wolvertem gesloten.
Op 26 mei 1964 kwamen bij een grote brand op het kasteel 17 mensen (vooral bejaarden) om het leven.

## Domein van Wégimont
Tegenwoordig is een gebied van 22 ha om dit kasteel ingericht als provinciaal domein. In het kasteel kan men overnachten. Er is een kampeerterrein en er is een park met vijvers, een arboretum en een speeltuin. Ook is er een kunstgalerie.